# Императорска скарида
Императорските скариди (Periclimenes imperator) са вид висши ракообразни от семейство Палемонидни скариди (Palaemonidae).

## Разпространение
Разпространени са в Индийския океан и западната част на Тихия океан.
Живеят в близост до различни иглокожи, най-често морски краставици и морски звезди.